# 词中音脱落
语音学中，词中音脱落（英語：syncope）又称字中音省略、中略，指一个词内部音素消失的现象，尤指失去非重读元音。在语言的历时与共时分析中都很常见。其相反过程，即音素的增加，称作插音。

## 共时分析
共时分析研究语言史上同一时刻的语言现象，一般指现在。历时分析则研究一种语言在时间上的状态与音变模式。现代语言中，词中音脱落主要见于词形变化、诗歌和非正式讲话中。

### 词形变化
爱尔兰语、希伯来语为代表的语言中，词形变化可导致词中音脱落：
- 部分动词中

“玩”应变为*“我玩”，但引发词中音脱落，倒数第二个音节的元音消失，因此变为。
[כָּתַב] 错误：{{Lang}}：无效参数：|3=（帮助）“（他）写了”变为[כָּתְבוּ] 错误：{{Lang}}：无效参数：|tr=（帮助）“（他们）写了”，加第三人称复数后缀时元音被省略。
- 部分名词中

“岛”属格应为*。但该词路牌上却为，这也是倒数第二个音节的元音消失而产生的。

如果爱尔兰语中的现在时词根形式历时上已发生过词中音脱落，就不会发生共时词中音脱落。

### 作为诗歌修辞方法
音素可出于韵律需要在作诗时临时去除。
- 拉丁语commōverat >诗歌  “他移动过”
- 英语 hastening > 诗歌 hast'ning
- 英语 heaven > 诗歌 heav'n
- 英语 over > 诗歌 o'er
- 英语 ever > 诗歌 e'er，常与 ere “在...之前”混淆

### 非正式讲话
口语中各种弱化基本也都属于词中音脱落。
英语中的简称，如didn't、can't均是典型的词中音脱落。
- 英语 Australian > 口语 Strine“老澳（对澳大利亚人的蔑称）”
- 英语 did not > didn't “没有做”
- 英语 I would have > I'd've “我会”
- 英语 going to > 口语 gonna (一般只在无重音、表达意图而非方向时)“要做”
- 英语 every 发音 [ˈɛvɹi]
- 英语 library 发音 /laɪbri/[3] (叠音脱落)

## 历时分析
历时语言学中，“词中音脱落”常只限于非重读元音的失落，如拉丁语calidus（重音位于第一个音节）在数种罗曼语中变为caldo。

### 任何音的消失
- 古英语 hlāfweard > hlāford > 中古英语  > 现代英语 lord /lɔːrd/
- 英语 Worcester, England|Worcester /ˈwʊs.tə/
- 英语 Gloucester /ˈɡlɒs.tə/
- 英语 Leicester /ˈlɛs.tə/
- 英语 Towcester /ˈtoʊs.tə/
- 英语 Godmanchester /ˈɡʌms.tə/（古语）

### 非重读元音的失落
- 拉丁语cálidum > Italian caldo [ˈkaldo] “热”
- 拉丁语óculum > Italian occhio [ˈɔkkjo] “目”
- 原始诺斯语  > 古诺斯语  “臂”
- 原始诺斯语 > 古诺斯语  “书（复数）”
- 原始日耳曼语 [himinōz] 错误：{{Lang}}：無法辨識私有標籤 proto（帮助） > 古诺斯语  “天国（复数）”

一种已灭绝的美洲印第安语言通卡瓦语中，一个词的第二个元音除非与复辅音或末辅音相邻，否则都会被省略。